# 半夏白朮天麻湯

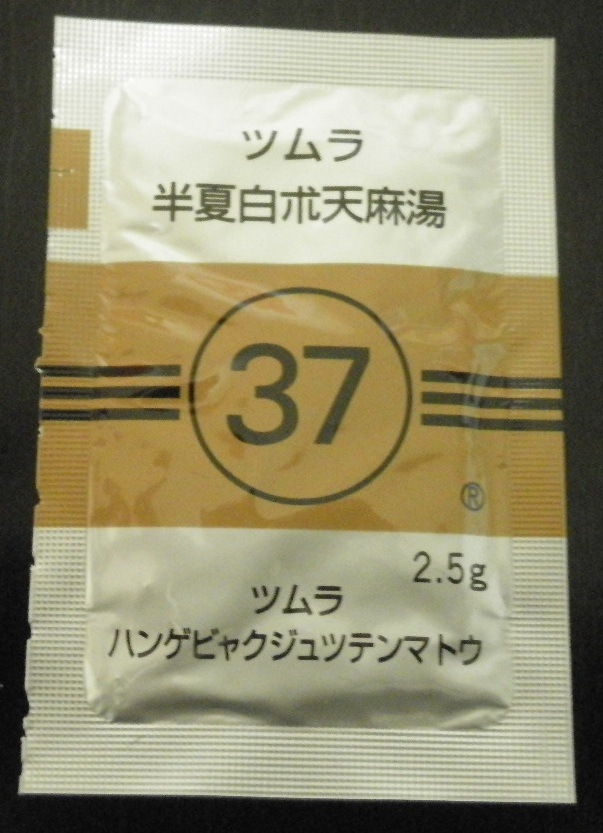
ツムラ半夏白朮天麻湯エキス顆粒（医療用）

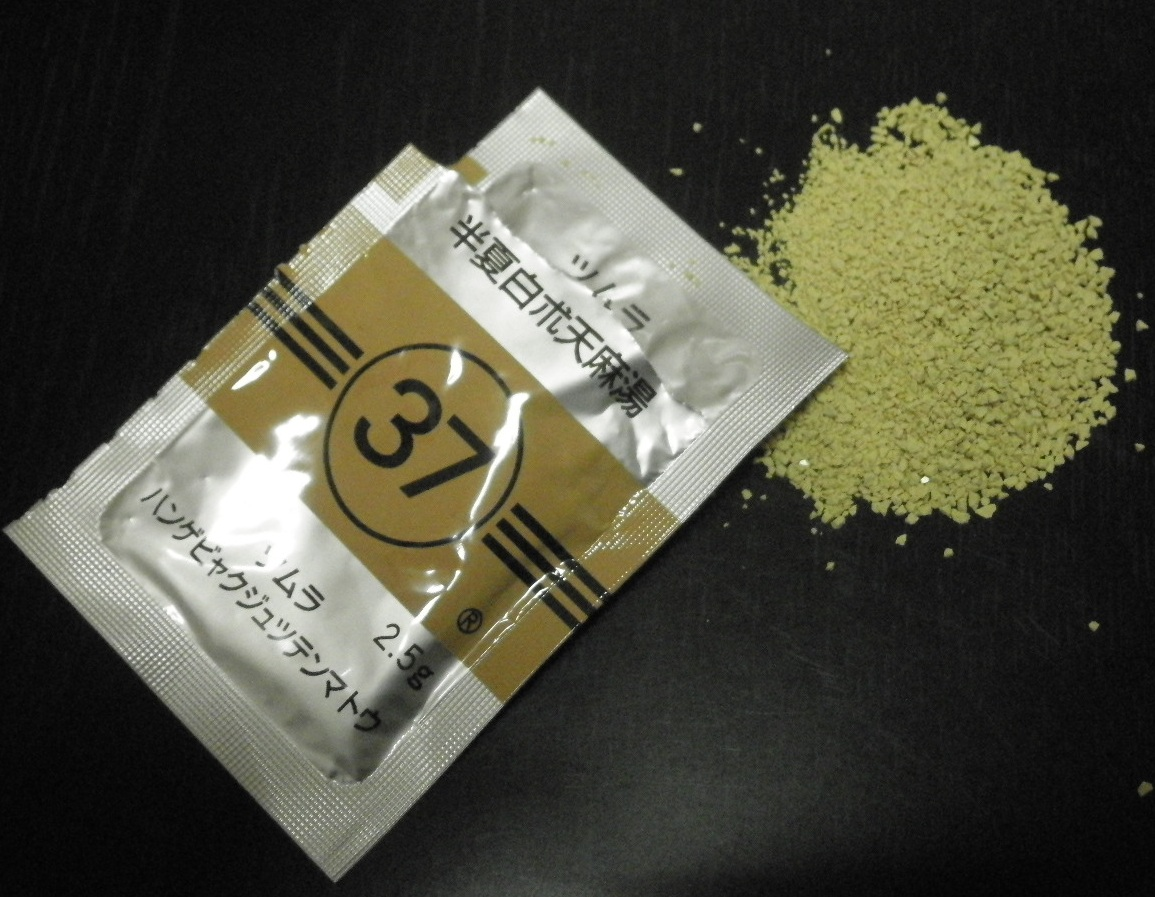
ツムラ半夏白朮天麻湯（医療用）を開封し顆粒を示したところ

半夏白朮天麻湯（はんげびゃくじゅつてんまとう）とは、漢方方剤の一種。出典は金時代の『脾胃論』。

## 概要
水毒の治療に用いられる漢方薬で、血の道症などでも使われる。胃腸虚弱で、下肢の冷え、頭痛に適応がある。

## 組成
陳皮（ちんぴ）3.0g、沢瀉（たくしゃ） 1.5ｇ、半夏（はんげ）3.0g　 人参（にんじん） 1.5g、白朮（びゃくじゅつ）3.0g、　 黄柏（おうばく）1.0g、茯苓(ぶくりょう)3.0g、乾姜（かんきょう）1.0g、天麻（てんま）2.0g、生姜（しょうきょう）0.5g、黄耆(おうぎ)1.5g 、麦芽（ばくが）2.0g

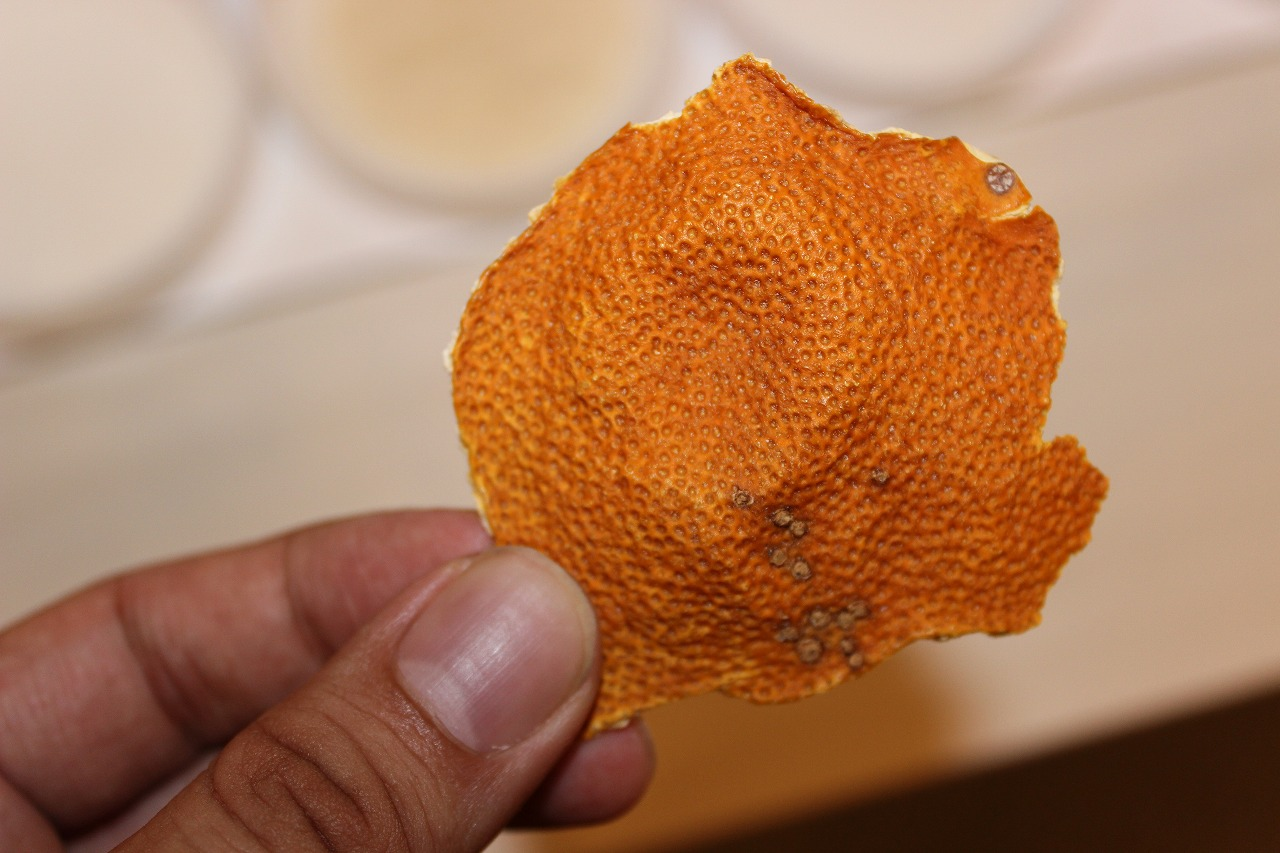
陳皮
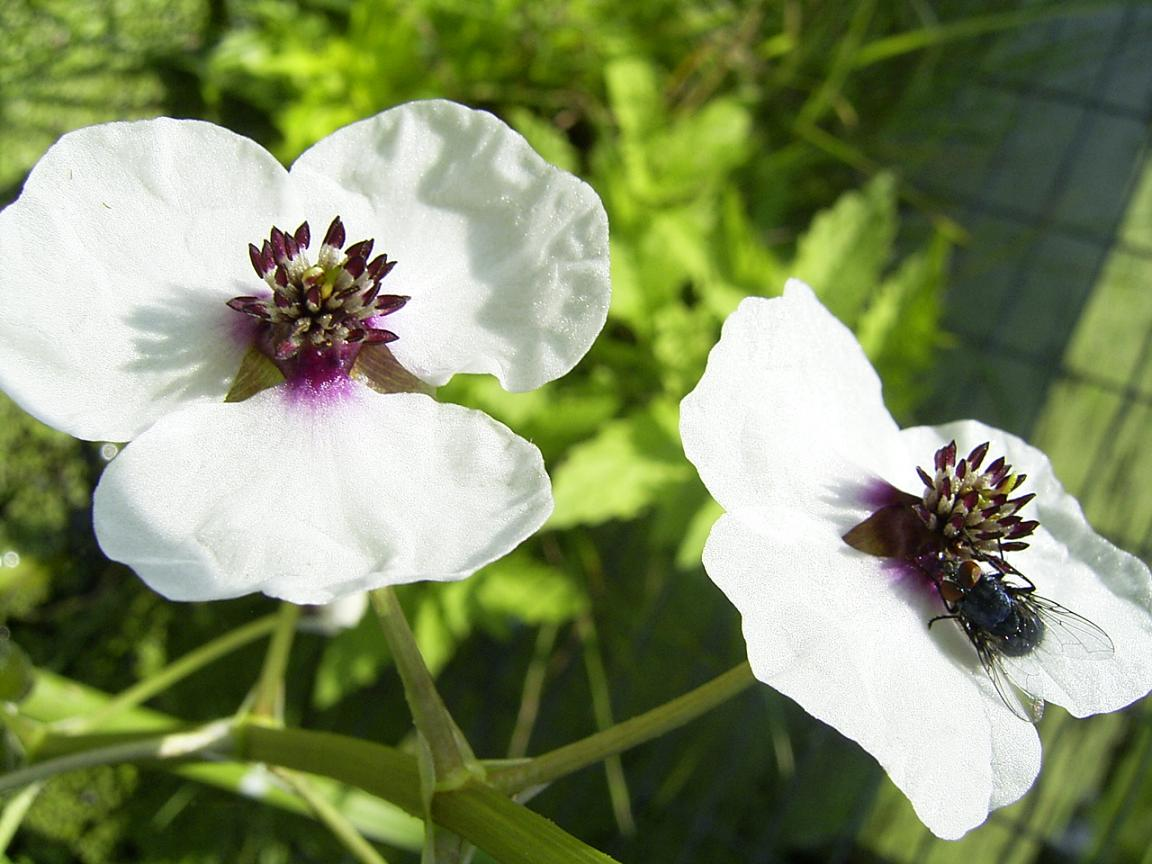
沢瀉
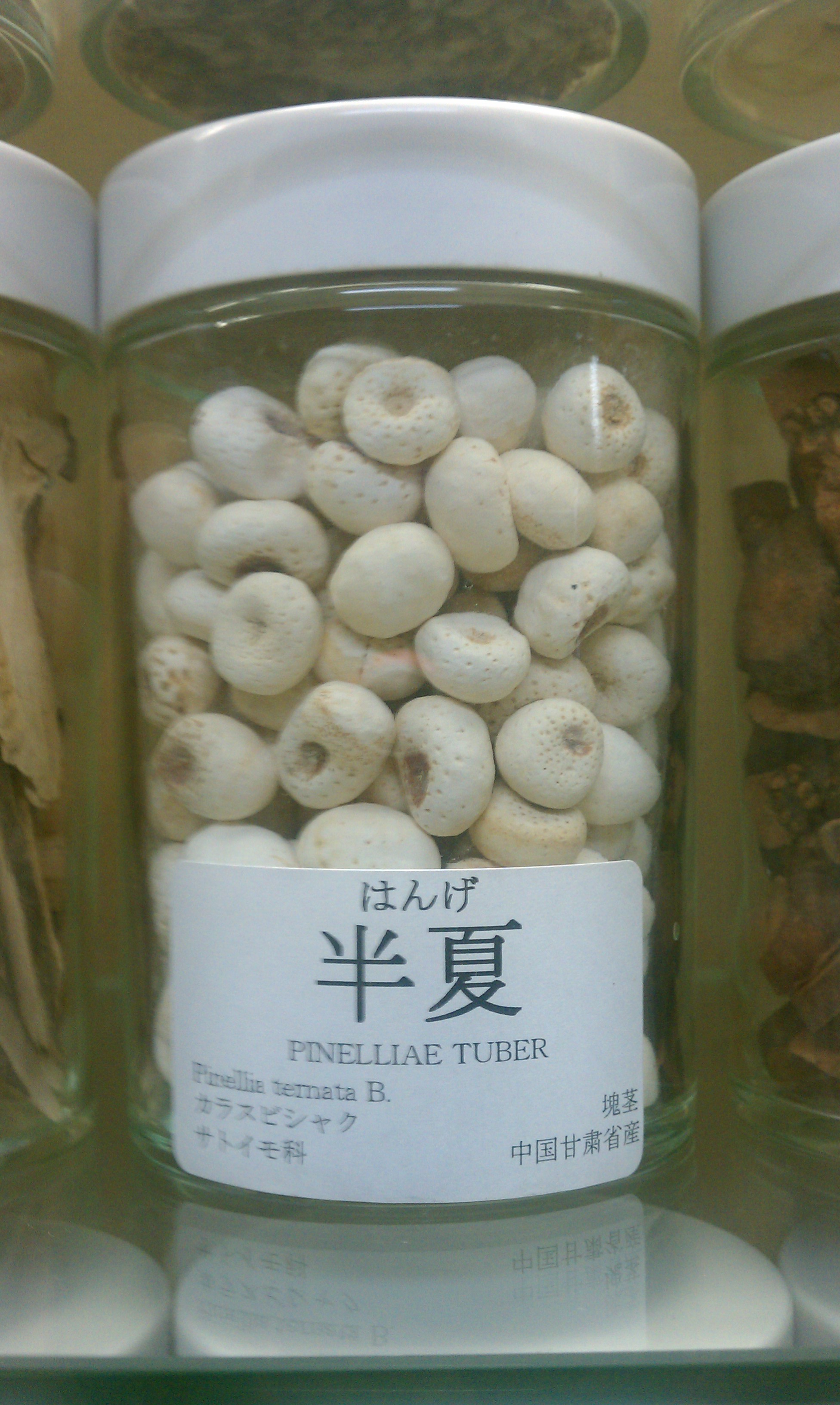
半夏
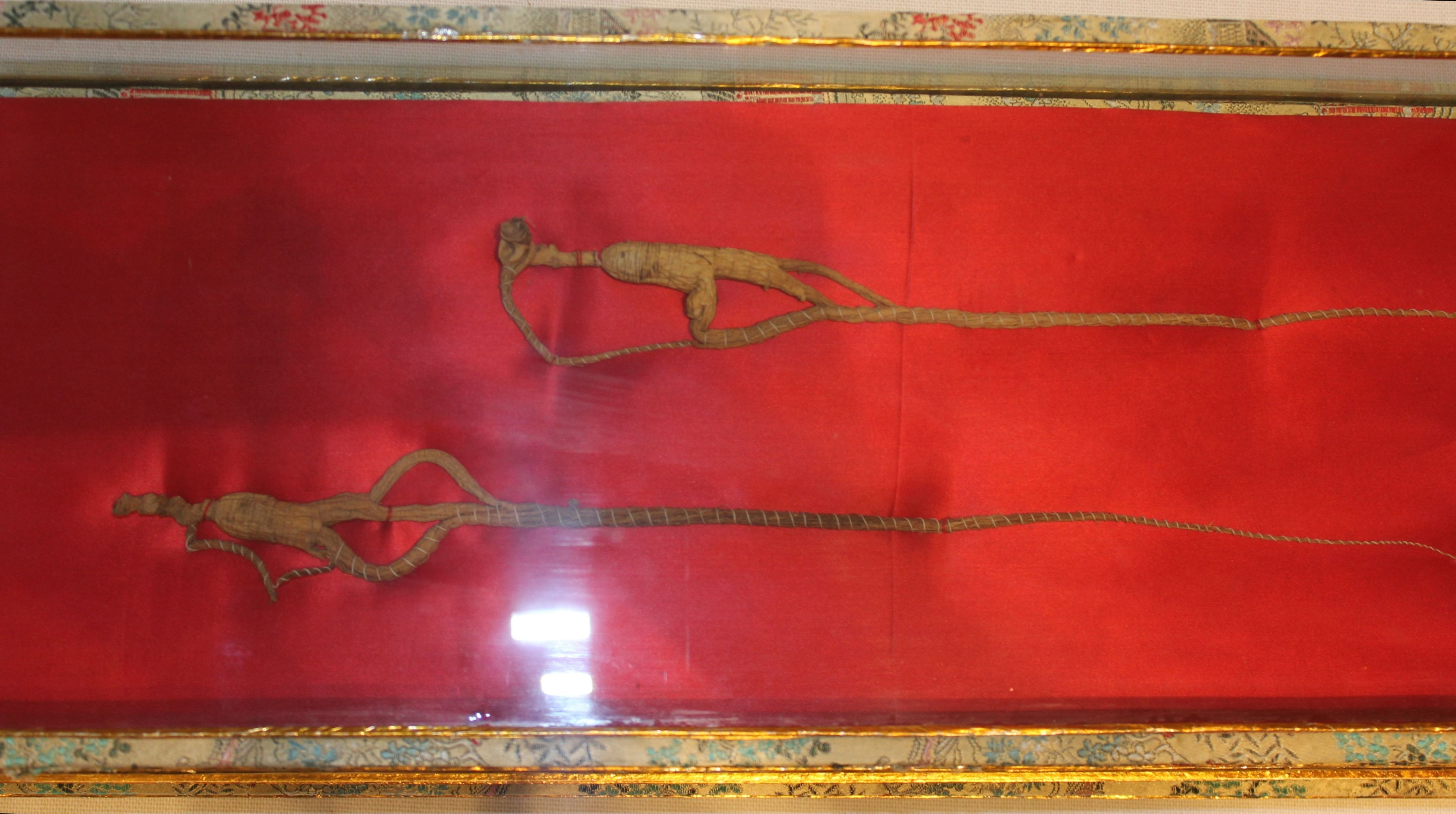
人参
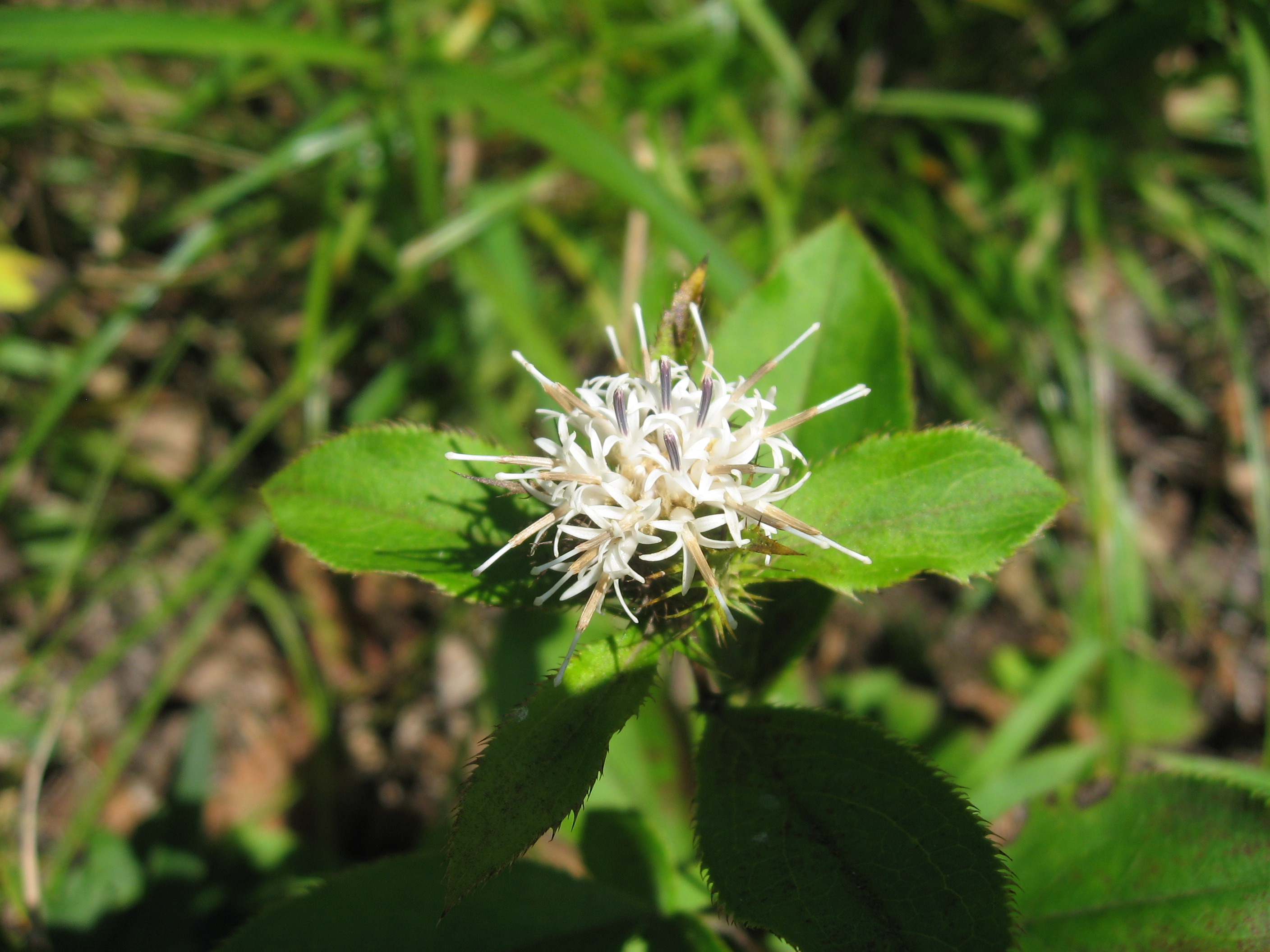
白朮
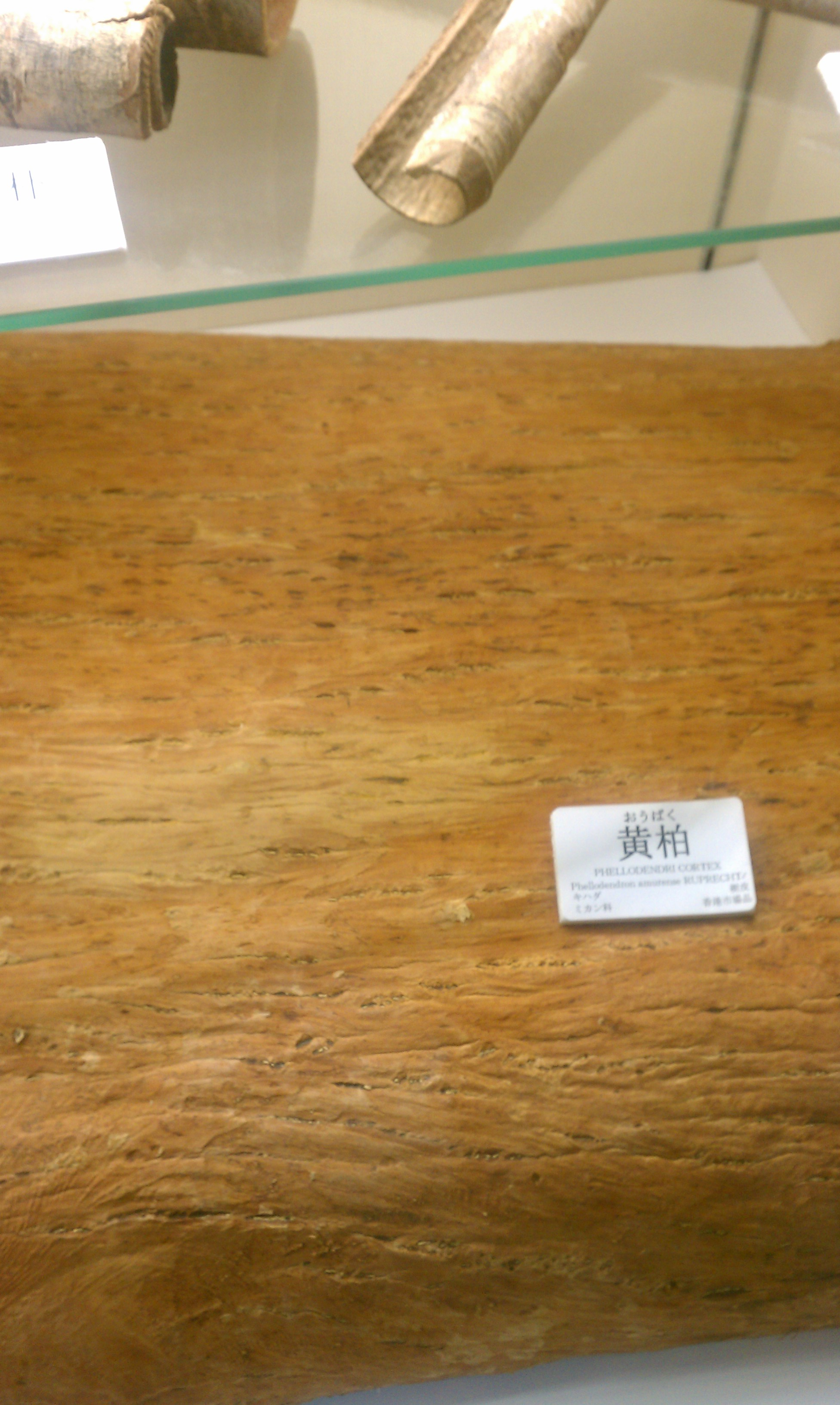
黄柏
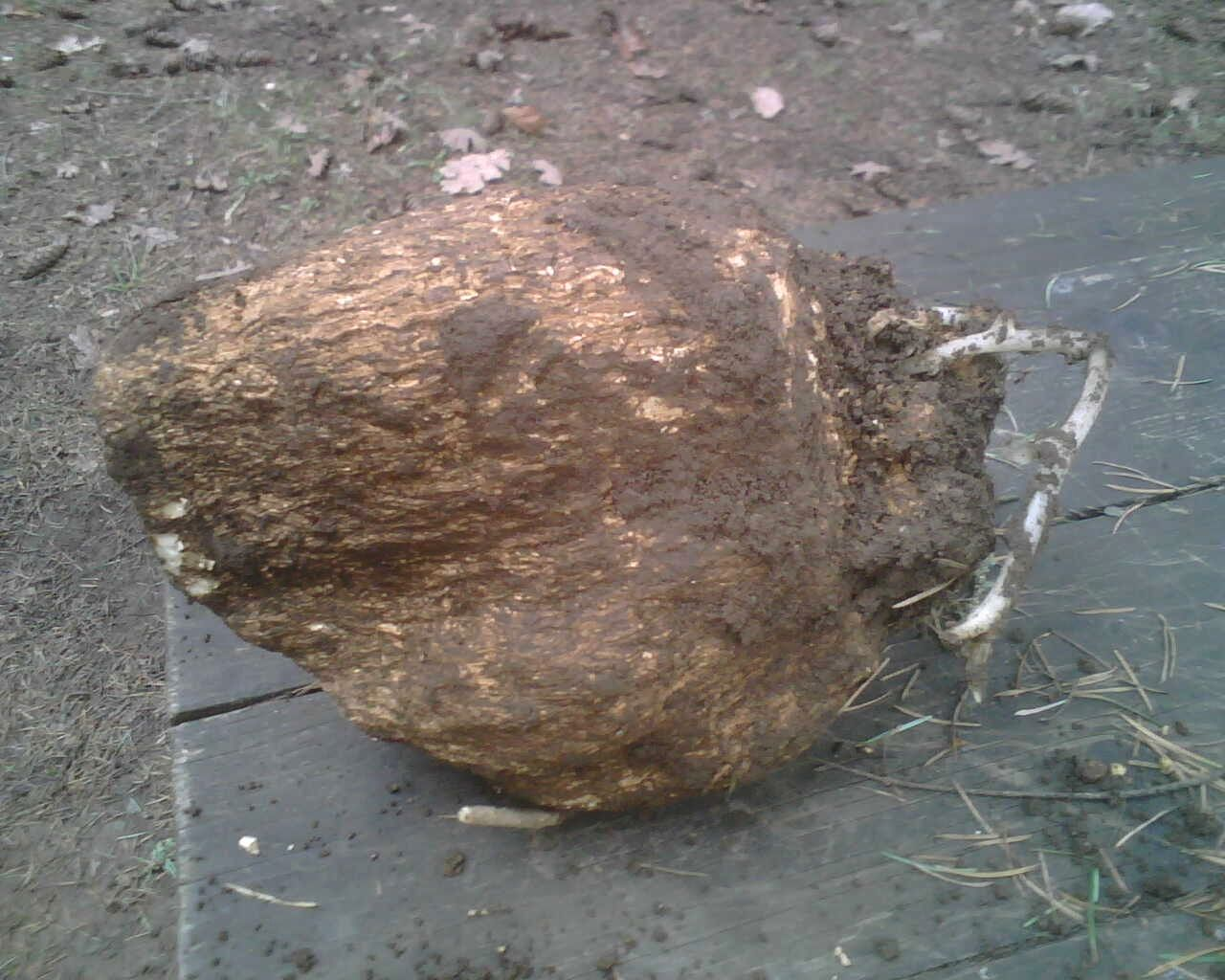
茯苓
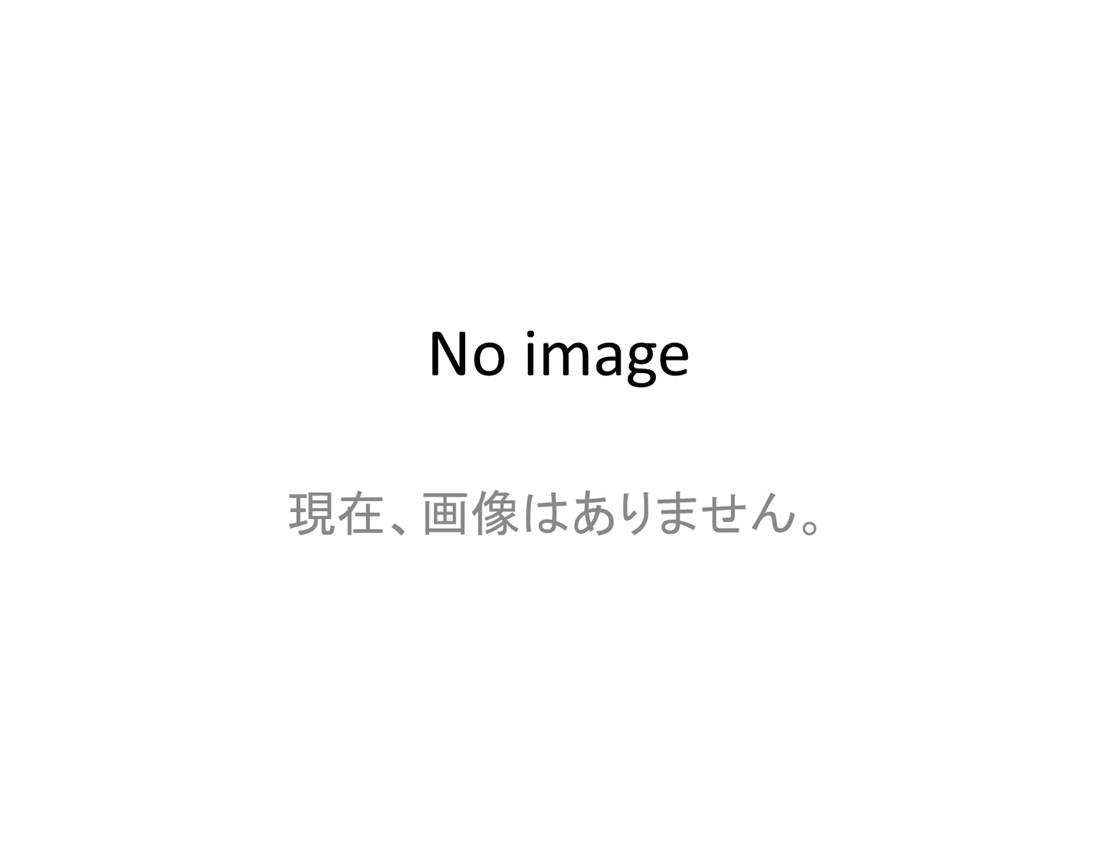
乾姜
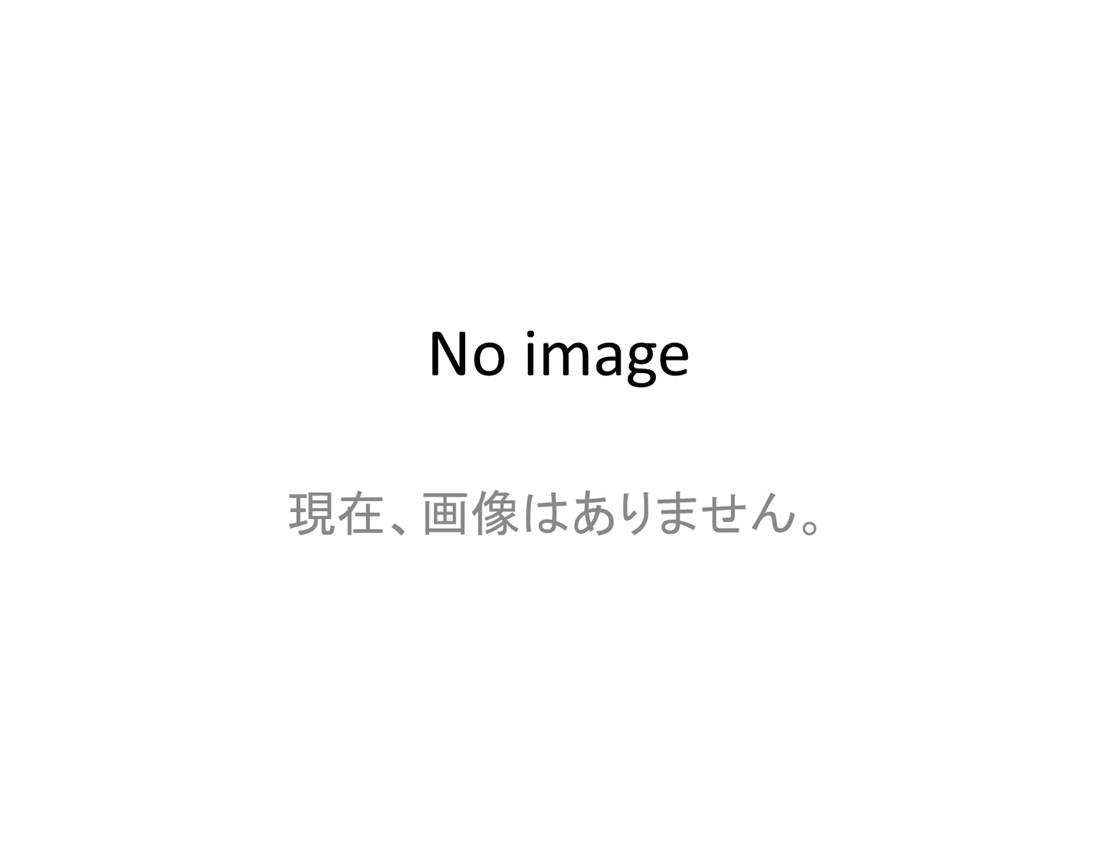
天麻
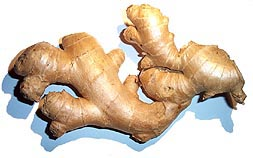
生姜
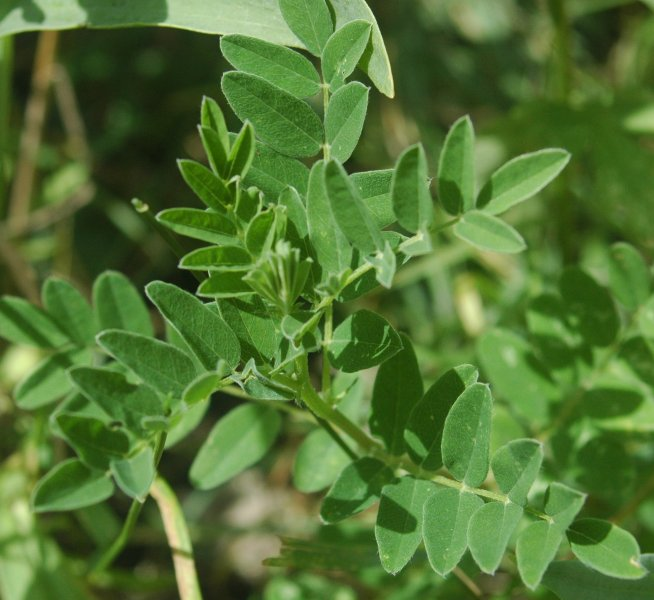
黄耆
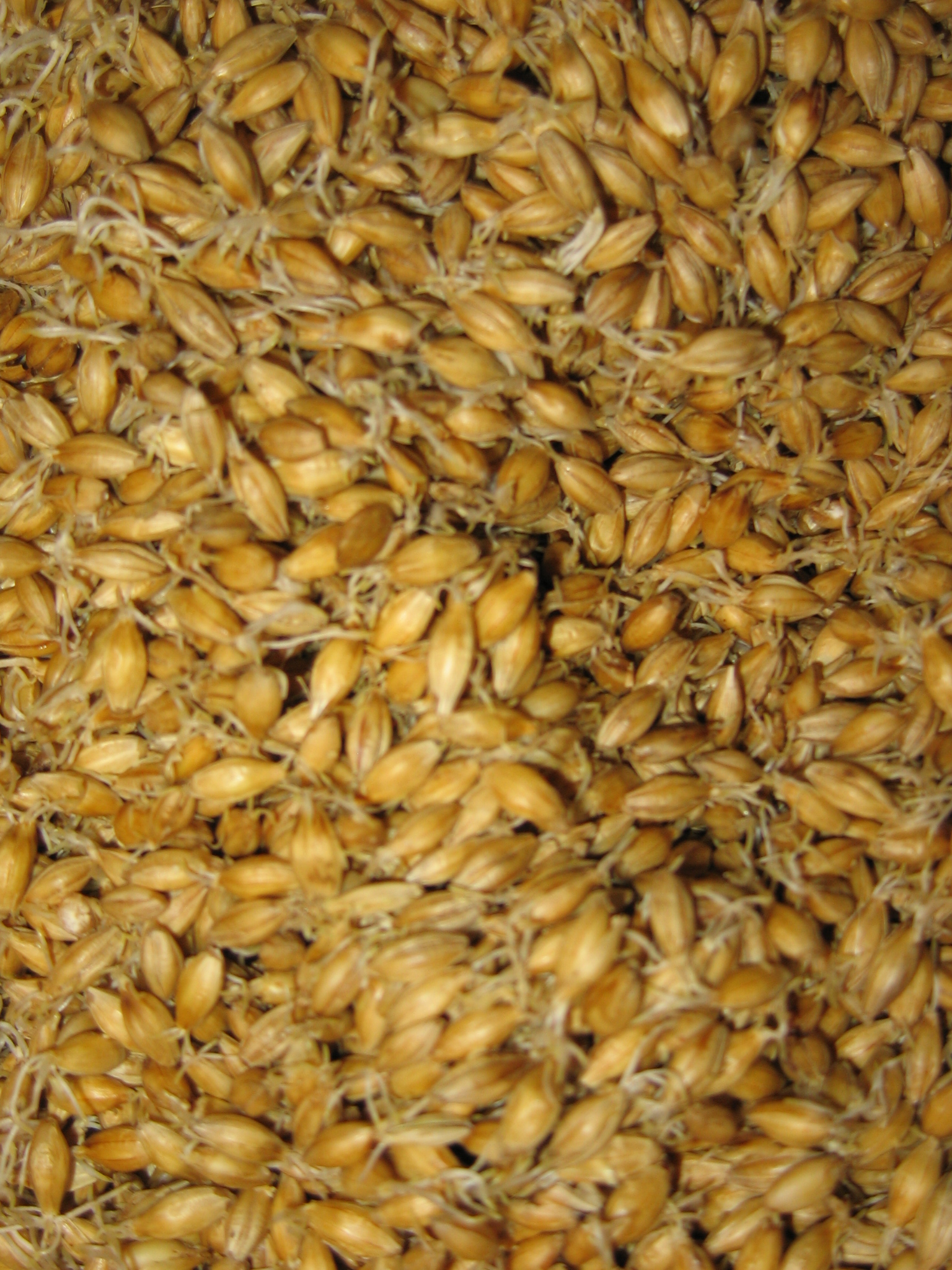
麦芽

## 副作用
発疹、蕁麻疹等。